# Погарское городское поселение
Погарское городско́е поселе́ние — муниципальное образование в Погарском районе Брянской области Российской Федерации.
Административный центр — пгт Погар.

## История
Статус и границы городского поселения установлены Законом Брянской области от 9 марта 2005 года № 3-З «О наделении муниципальных образований статусом городского округа, муниципального района, городского поселения, сельского поселения и установлении границ муниципальных образований в Брянской области».

## Население
| 2009   | 2010  | 2011  | 2012  | 2013  | 2014  | 2015  | 2016  | 2017  |
| ------ | ----- | ----- | ----- | ----- | ----- | ----- | ----- | ----- |
| 10 936 | ↘9990 | ↘9977 | ↘9794 | ↘9515 | ↘9210 | ↘8950 | ↘8827 | ↘8668 |
| 2018   | 2019  | 2020  | 2021  |       |       |       |       |       |
| ↘8483  | ↘8397 | ↘8351 | ↗9484 |       |       |       |       |       |

## Состав городского поселения
| № | Населённый пункт | Тип населённого пункта      | Население |
| - | ---------------- | --------------------------- | --------- |
| 1 | Погар            | пгт, административный центр | ↗9484     |